# Тевекульян, Хумен
Хумен Тевекульян (перс. هومن توکلیان ‎ англ. Hooman Tavakolian; род. 26 августа 1978, Тегеран, Иран) —- иранско-американский член Объединённый мир борьбы и комиссии «Спорт для всех». Тевекульян тренер по борьбе, меценат в области спорта и бывший нью-йоркский борец. Он участвовал в Кубке мира по вольной борьбе в Керманшахе как лидер сборной США по борьбе.
Тевекульян предпринял много дипломатических усилий по установлению мира между федерациями борьбы США и ИРИ, в результате которых были выданы визы американским борцам для участия в Кубке мира по вольной борьбе в Керманшахе. В связи с этими дипломатическими мерами он был назначен на «Всемирную премию мира по спорту» в 2017 году.